# Enicospilus xanthocephalus
Enicospilus xanthocephalus là một loài tò vò trong họ Ichneumonidae.